# Boveycantharis olympieus
Boveycantharis olympieus is een keversoort uit de familie soldaatjes (Cantharidae). De wetenschappelijke naam van de soort werd in 1864 gepubliceerd door Sylvain Auguste de Marseul.